# Brajkovići (Serbia)
Brajkovići (cyr. Брајковићи) – wieś w Serbii, w okręgu zlatiborskim, w gminie Kosjerić. W 2011 roku liczyła 715 mieszkańców.